# Puchar Świata w narciarstwie szybkim 2018
Puchar Świata w narciarstwie szybkim 2018 rozpoczął się 1 lutego 2018 r. we francuskim Vars, a zakończy się 6 kwietnia 2018 r. w andorskiej Grandvalirze.
Puchar Świata odbył się w 5 krajach i 5 miastach na 2 kontynentach.
Obrońcami Kryształowej Kuli w kategorii S1 są Francuz Bastien Montes wśród mężczyzn oraz Włoszka Valentina Greggio wśród kobiet.

## Kalendarz i wyniki Pucharu Świata

### Mężczyźni

#### Kategoria S1 (Speed One)
| Lp. | Data            | Miejscowość | 1. Miejsce     | 2. Miejsce           | 3. Miejsce     |
| --- | --------------- | ----------- | -------------- | -------------------- | -------------- |
| 1.  | 3 lutego 2018   | Vars        | Simone Origone | Manuel Kramer        | Bastien Montes |
| 2.  | 4 lutego 2018   | Vars        | Manuel Kramer  | Klaus Schrottshammer | Simone Origone |
| 3.  | 10 lutego 2018  | Salla       | Simone Origone | Bastien Montes       | Manuel Kramer  |
| 4.  | 11 lutego 2018  | Salla       | Simone Origone | Manuel Kramer        | Bastien Montes |
| 5.  | 5 marca 2018    | Sun Peaks   | Manuel Kramer  | Ivan Origone         | Simone Origone |
| 6.  | 6 marca 2018    | Sun Peaks   | Simone Origone | Manuel Kramer        | Jan Farrell    |
| 7.  | 7 marca 2018    | Sun Peaks   | Simone Origone | Manuel Kramer        | Ivan Origone   |
| 8.  | 16 marca 2018   | Idre        | Manuel Kramer  | Simone Origone       | Bastien Montes |
| 9.  | 17 marca 2018   | Idre        | Manuel Kramer  | Simone Origone       | Bastien Montes |
| 10. | 6 kwietnia 2018 | Grandvalira |                |                      |                |

### Kobiety

#### Kategoria S1 (Speed One)
| Lp. | Data            | Miejscowość | 1. Miejsce        | 2. Miejsce        | 3. Miejsce             |
| --- | --------------- | ----------- | ----------------- | ----------------- | ---------------------- |
| 1.  | 3 lutego 2018   | Vars        | Valentina Greggio | Celia Martinez    | Britta Backlund        |
| 2.  | 4 lutego 2018   | Vars        | Valentina Greggio | Celia Martinez    | Britta Backlund        |
| 3.  | 10 lutego 2018  | Salla       | Valentina Greggio | Celia Martinez    | Karine Dubouchet Revol |
| 4.  | 11 lutego 2018  | Salla       | Valentina Greggio | Celia Martinez    | Karine Dubouchet Revol |
| 5.  | 5 marca 2018    | Sun Peaks   | Valentina Greggio | Celia Martinez    | Tomoko Shimbo          |
| 6.  | 6 marca 2018    | Sun Peaks   | Valentina Greggio | Celia Martinez    | Tomoko Shimbo          |
| 7.  | 7 marca 2018    | Sun Peaks   | Valentina Greggio | Celia Martinez    | Tomoko Shimbo          |
| 8.  | 16 marca 2018   | Idre        | Valentina Greggio | Lisa Hovland-Uden | Britta Backlund        |
| 9.  | 17 marca 2018   | Idre        | Valentina Greggio | Celia Martinez    | Lisa Hovland-Uden      |
| 10. | 6 kwietnia 2018 | Grandvalira |                   |                   |                        |